# Achraf Dari
Achraf Dari ( em árabe: أشرف داري  ; Casablanca - 6 de maio de 1999) é um futebolista  marroquino que atua como zagueiro. Atualmente joga pelo Al-Ahly.

## Carreira

### Wydad
Ele começou sua carreira profissional jogando pelo Wydad AC  . Em 31 de maio de 2022, conquistou seu primeiro troféu internacional com o Wydad após derrotar o Al Ahly por 2 a 0 na final da Liga dos Campeões da CAF de 2022 . Em 30 de junho de 2022, Dari foi indicado ao prêmio de jogador do ano entre clubes da CAF .

### Brest
Em 30 de julho de 2022, assinou com o Brest, clube da Ligue 1, por um contrato de quatro anos. A taxa de transferência paga ao Wydad AC foi relatada em cerca de € 2,7 milhões. Em 7 de agosto de 2022, fez sua estreia contra o RC Lens . Em 21 de agosto, Dari marcou seu primeiro gol profissional pelo clube na vitória por 3–1 contra o Angers SCO .
Representou o Marrocos em vários níveis juvenis, antes de fazer sua estreia internacional em 2021. Ele foi escolhido na seleção do Marrocos para a Copa Árabe da FIFA em 2021 .
Fez sua estreia pela seleção nacional de futebol do Marrocos na vitória por 1 a 0 sobre a Arábia Saudita na Copa Árabe da FIFA de 2021 . Em 12 de junho de 2022, Vahid Halilhodžić convocou Dari para a seleção marroquina de futebol . Ele fez sua estreia na vitória por 2 a 0 sobre a Libéria na qualificação para a Copa das Nações da África de 2023, que ocorreu no Stade Mohammed V . Em setembro de 2022, foi convocado para integrar a seleção do Marrocos para disputar amistosos contra Chile e Paraguai .
Em 10 de novembro de 2022, ele foi convocado para a seleção de 26 jogadores do Marrocos que se tornou a primeira seleção africana a disputar uma semifinal em copas na Copa do Mundo da FIFA 2022 no Catar .

## Títulos
Wydad Casablanca
- Campeonato Marroquino: 2018–19, 2020–21, 2021–22[21]
- Liga dos Campeões da CAF: 2021–22

Al-Ahly
- Supercopa do Egito: 2024
- Copa África-Ásia-Pacífico da FIFA: 2024

Seleção Marroquina
- Jogos da Francofonia: 2017[22][23]

### Prêmios individuais
- Defensor da temporada do Campeonato Marroquino: 2020–21[24]
- Time da temporada do Campeonato Marroquino: 2020–21,[25] 2021–22[26]
- Melhor Defensor da Liga dos Campeões da CAF: 2021–22

### Outros
- Ordem do Trono (Marrocos): 2022[27]